# Pegee

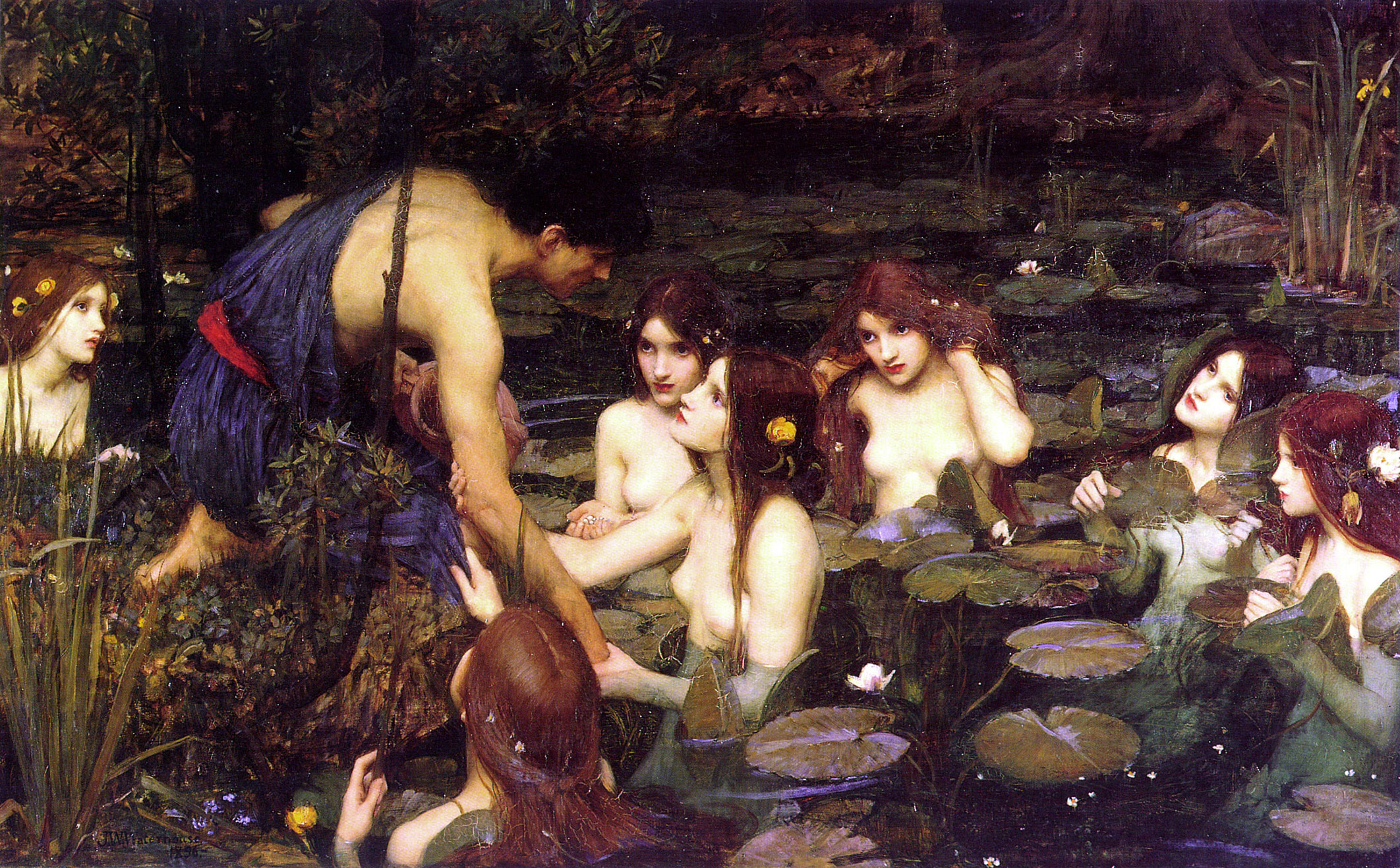
Ila e le Ninfe, John William Waterhouse, 1896

Nella mitologia greca, le Pegee sono ninfe che vivono nelle sorgenti e le proteggono. Sono spesso considerati grandi zie degli dei fluviali (Potamoi), stabilendo così una relazione mitologica tra un fiume stesso e le sue sorgenti.
Il nome sembra derivare dalla cascata di Pegea; le ninfe Pegee furono responsabili del rapimento di Ila nel bel mezzo della spedizione degli Argonauti: una delle ninfe lo prese e lo tirò verso l'acqua per baciarlo, trascinandolo poi nel fiume. 
| Nomi                        | Note |
| --------------------------- | --- |
| Gruppo                      | |
| Anigrides                   | si crede che le figlie del dio del fiume Anigros possano curare le malattie della pelle                        |
| Le ninfe dell'Antro coricio | |
| • Coryceia                  | |
| • Cleodora                  | |
| • Daphnis                   | |
| • Melaina                   | |
| The Cyrtonian nymphs        | sorgenti locali nella città di Cyrtones, Beozia                                                                |
| The Deliades                | figlie di Inopus, dio del fiume Inopus sull'isola di Delo                                                      |
| The Himerian Naiads         | Gruppo |
| The Inachides               | figlie del dio fiume Inaco                                                                                     |
| • Io                        | |
| • Amymone                   | |
| • Philodice                 | |
| • Messeis                   | |
| • Hyperia                   | |
| The Ionides                 | |
| • Calliphaea                | |
| • Iasis                     | |
| • Pegaea                    | |
| • Messeis                   | |
| • Synallaxis                | |
| The Ithacian nymphs         | dimorano in grotte sacre su Itaca                                                                              |
| The Leibethrides            | |
| • Libethrias                | |
| • Petra                     | |
| The Mysian Naiads           | dimorano nella sorgente di Pegae vicino al lago Askanios in Bitinia e furono responsabili del rapimento di Ila |
| • Euneica                   | |
| • Malis                     | |
| • Nycheia                   | Gruppo |
| The Ortygian nymphs         | sorgenti locali di Siracusa, in Sicilia                                                                        |
| The Rhyndacides             | figlie del dio del fiume Rhyndacus                                                                             |
| The Spercheides             | figlie del dio fluviale Spercheo                                                                               |
| Individuali:                | |
| • Albunea                   | |
| • Alexirhoe                 | figlia del dio del fiume Grenikos                                                                              |
| • Archidemia                | |
| • Arethusa                  | |
| • Castalia or Cassotis      | |
| • Comaetho                  | figlia o moglie del dio fluviale Cidno                                                                         |
| • Cyane                     | |
| • Dirce                     | trasformata in una sorgente (presumibilmente in una ninfa che la personifica) dopo la sua morte                |
| • Gargaphie or Plataia      | una delle figlie del dio del fiume Asopo                                                                       |
| • Hagno                     | una delle infermiere del bambino Zeus                                                                          |
| • Ismene                    | |
| • Langia                    | |
| • Magea                     | |
| • Milichie                  | |
| • Metope                    | moglie di Asopo                                                                                                |
| • Pegasis                   | figlia del dio del fiume Grenikos                                                                              |
| • Peirene                   | |
| • Pharmaceia                | ninfa di una sorgente velenosa in Attica e compagno di giochi di Orizia                                        |
| • Psanis                    | una sorgente locale in Arcadia                                                                                 |
| • Salmacis                  | |
| • Strophia                  | una sorgente sul Monte Citerone vicino a Tebe; a malapena personificato                                        |
| • Telphousa                 | |
| • Temenitis                 | |